# Meriania ekmanii
Meriania ekmanii är en tvåhjärtbladig växtart som beskrevs av Ignatz Urban. Meriania ekmanii ingår i släktet Meriania och familjen Melastomataceae. Inga underarter finns listade i Catalogue of Life.